# N183 (België)
De N183 is een gewestweg in de Belgische provincie Antwerpen. Deze gewestweg vormt de verbinding tussen Blaasveld en Puurs. De totale lengte van de N183 bedraagt ongeveer 11 kilometer.
Vóór de aanleg in 1995-1996 van de N16 als ringweg rond Willebroek, inclusief de Ringbrug over het Zeekanaal Brussel-Schelde, moest al het doorgaande verkeer tussen Mechelen enerzijds en Dendermonde en Sint-Niklaas anderzijds, door het centrum van Willebroek, over de Vredesbrug. Doordat deze brug zo laag boven het water hangt, moet ze meermaals per dag geopend worden voor het scheepvaartverkeer, wat veel vertraging opleverde voor de automobilisten.

## Plaatsen langs de N183
- Blaasveld
- Willebroek
- Breendonk
- Kalfort
- Puurs